# Johann Gruber (Jurist)
Johann Gruber (* 21. Januar 1833 in Rastatt; † 21. Dezember 1909 in Karlsruhe; katholisch) war ein seit 1859 im badischen Staatsdienst stehender Jurist, der zum 15. August 1904 in den Ruhestand versetzt wurde.

## Familie
Johann Gruber war der Sohn des Schneidermeisters Johann Gruber und seiner Frau Margarethe, geborene Wittmann († 1854). Er heiratete in erster Ehe am 1. April 1866 Maria Anna, geborene Metzger (* 28. Februar 1844), Tochter des Freiburger Privatiers Rudolf Metzger. Aus dieser Ehe entstammen zwei Kinder: Karl Theodor (* 24. Februar 1867 in Buchen) und Johanna Maria Anna (* 17. Dezember 1869 in Buchen). In zweiter Ehe heiratete er am 1. Juni 1901 Salome, geborene Laut (* 7. Mai 1877 in Kronau; † 20. Oktober 1940), die Tochter des Ackermanns Johann Philipp Laut. Aus dieser Ehe entstammt seine Tochter Hilda Margarethe Katharina (* 24. August 1903).

## Ausbildung
Gruber besuchte ab 1842 das Lyzeum in Rastatt, wo er 1851 das Abitur ablegte. Vom Wintersemester 1851/52 bis zum Herbst 1855 studierte er Rechtswissenschaften an der Universität Heidelberg. Nach dem ersten Staatsexamen im Jahr 1855 wurde  er ab dem 15. Februar 1856 als Volontär beim Bezirksamt Rastatt beschäftigt, danach ab dem 25. März 1856 beim Bezirksamt Emmendingen. Am 24. Mai 1857 wurde er Aktuar im Justizbüro beim Bezirksamt Ettlingen und ebenso ab dem 3. September 1857 beim Amtsgericht Rastatt. Am 12. November 1859 bestand er das zweite Staatsexamen.

## Laufbahn
Am 21. November 1859 begann Gruber sein Volontariat beim Amtsgericht Rastatt und er nahm am 8. Juni 1860 seine Tätigkeit als Aktuar beim dortigen Bezirksamt auf. Als Amtsgehilfe diente er ab dem 23. Dezember 1861 beim Bezirksamt Wolfach, in gleicher Position ab dem 8. Juli 1862 beim Bezirksamt Überlingen. Am 20. Juli 1864 trat Gruber seinen Dienst als Amtmann beim Bezirksamt Freiburg an. Als Amtsverweser war er ab dem 28. Dezember 1864 beim Bezirksamt Gengenbach tätig und ab dem 12. Februar 1866 arbeitete er als Amtmann beim Bezirksamt Bruchsal.
In der Position des Oberamtmanns diente Gruber in folgenden Bezirksämtern: ab dem 8. Oktober 1866 beim Bezirksamt Buchen, ab dem 13. April 1871 beim Bezirksamt Kenzingen, ab dem 6. April 1872 beim Bezirksamt Ettenheim, ab dem 8. Mai 1878 beim Bezirksamt Achern, ab dem 25. Oktober 1883 beim Bezirksamt Durlach und ab dem 27. Januar 1886 beim Bezirksamt Ettlingen. Dort wurde Gruber am 24. April 1889 zum Geheimen Regierungsrat ernannt. Am 4. Juni 1890 nahm er seine Tätigkeit als Kollegialmitglied beim Verwaltungshof in Karlsruhe auf und wurde dort am 6. März 1903 zum Vorsitzenden Rat ernannt. Gruber wurde am 15. August 1904 des Weiteren zum Geheimen Oberregierungsrat ernannt und in den Ruhestand versetzt.

## Auszeichnungen
- 1880 Ritterkreuz 1. Klasse des Zähringer Löwen-Ordens
- 1892  Ritterkreuz 1. Klasse mit Eichenlaub des Zähringer Löwen-Ordens
- 1902 Badische Jubiläumsmedaille